# آنا گرکی
آنا گرکی با نام کامل کولت آنا گره‌گوار (به فرانسوی: Colette Anna Grégoire)؛ (زاده ۱۴ مارس ۱۹۳۱ – درگذشته ۶ ژانویه ۱۹۶۶) شاعر و آموزگار اهل الجزایر با منشأ فرانسوی بود. او با یک الجزایری ازدواج کرده بود و خودش را یک الجزایری می‌دانست و در مبارزه برای استقلال الجزایر از فرانسه شرکت داشت. آثار وی نشاندهنده عشق او به کوه‌های اوره Aurès می‌باشد که وی در آنجا بزرگ شده بود و همچنین نشاندهنده اعتقادات سیاسی وی می‌باشد.

## زندگی
کولت آنا گره گوار در ۱۴ مارس سال ۱۹۳۱ در باتنای الجزایر به دنیا آمد. او در منعا شهر کوچکی در کوه‌های اوره Aurès در جامعهٔ بربرها بزرگ شد. او از یک خانواده نسل سوم فرانسوی - الجزایری و تنها فرزند یک معلم روشنفکر که دیدگاه‌های اسلامی رادیکال داشت بود. پدر او معلم دبستان بود. آنا علیه نظام تبعیض نژادی و بی عدالتی فعالیت می‌کرد. زمانی که بزرگ شد بسیار فقیر بود ولی اقوامش به او کمک می‌کردند.

## فعالیت‌ها
کولت گره گوار در پاریس به دانشگاه رفت ولی قبل از اینکه فارغ‌التحصیل شود به الجزایر بازگشت تا بتواند در مبارزه برای استقلال کشورش شرکت کند. به حزب کمونیست الجزایر Parti Communiste Algérien (PCA) پیوست. او در سال ۱۹۵۵ در حالی که حزب کمونیست ممنوعه اعلام شد، همچنان کمونیست باقی ماند و برای حقوق مساوی زنان جنگید. گره گوار در آوریل سال ۱۹۵۷ در الجزایر دستگیر و زندانی شد. او در زندان باربروس نگهداری می‌شد. در این زندان زنان کتک زده می‌شدند، مورد سوءاستفاده قرار می‌گرفتند و با برق و آب شکنجه می‌شدند. سپس او را به یک بازداشتگاه دیگر فرستادند و در سال ۱۹۵۸ شاید به دلیل ملیت فرانسوی اش به فرانسه بازگردانده شد.
کولت گره گوار در سال ۱۹۶۰ ازدواج کرد. همسرش یک الجزایری بنام ملکی Melki بود. نام او آنا گرکی از دو نام فامیلی او ساخته شده‌است. در سال ۱۹۶۲ بعد از استقلال الجزایر، کولت گره گوار به کشورش بازگشت. در سال ۱۹۶۳ او از معدود اروپایی‌هایی بود که به قانون تبعیض نژادی اعتراض کرد. این قانون می‌گفت هردو والدین متولد الجزایر باید مسلمان باشند. در سال ۱۹۶۵ او مدرک لیسانس خود را در رشته ادبیات دریافت کرد و به عنوان معلم مدرسه در الجزیره شروع بکار کرد و در مدرسه عبدالقادر درس داد. او در ششم ژانویه سال ۱۹۶۶ هنگام زایمان و در سن سی و چهار سالگی درگذشت.